# Future House Music
Future House Music (FHM) er et hollandsk pladeselskab og musiknetværk, der specialiserer sig i Future house-genren. Deres kanal har over 1 million abonnenter på YouTube.